# Cropani
Cropani község (comune) Olaszország Calabria régiójában, Catanzaro megyében.

## Fekvése
Az „olasz csizma” talpán fekszik, az E90-es úttól és a Jón-tenger partjától kb. 7 km-re északra, az SP158-I (SS180) út mentén. Határai: Andali, Botricello, Cerva, Sellia Marina és Sersale.

## Története
A hagyomány szerint a Szent Márk evangélista relikviáit Velencébe szállító hajó legénysége, az őket ért támadás elől Cropaniban talált menedéket. A kapitány hálája jeléül egy relikviát, a szent térdének egy csontját hagyott a város lakóira, amelyet a mai napig a dómban őriznek.

## Népessége
A népesség számának alakulása:

## Főbb látnivalói
- Dóm (Duomo): román stílusban épült, itt őrzik Szent Márk egy térdcsontját
- San Giovanni-templom
- Santa Lucia-templom